# Marvin Schulze
Marvin Schulze (* 14. Februar 1991 in Minden) ist ein deutscher Theater- und Filmschauspieler.

## Leben
Marvin Schulze wuchs in Lahde in Nordrhein-Westfalen auf. Bereits während seiner Schulzeit auf dem Städtischen Gymnasium Petershagen war er in mehreren Theatergruppen aktiv.
Marvin Schulze absolvierte von 2011 bis 2015 ein Schauspielstudium an der Hochschule für Schauspielkunst „Ernst Busch“ in Berlin, das er mit einem Diplom mit Auszeichnung abschloss. Er arbeitete dort unter anderem mit Eva Weißenborn, Iris Böhm, Antje Weber, Heiko Senst, Alexander Höchst und Christian Grashof. 
Bereits während des Studiums wurde er an das Berliner Ensemble engagiert. Intendant Claus Peymann besetzte ihn noch während des Studiums in mehreren Stücken am Berliner Ensemble. Schulze arbeitete auf der Bühne wiederholt mit Regisseuren wie Leander Haußmann, Robert Wilson und Philip Tiedemann zusammen. Er spielte unter anderem den Arbeitslosen in Haußmanns Inszenierung von Der gute Mensch von Sezuan und die Titelrolle in Faust I und II unter der Regie von Robert Wilson und Herbert Grönemeyer. Von 2014 bis 2016 war er am Berliner Ensemble festes Ensemblemitglied.
Seit 2016 steht Marvin Schulze für Film und Fernsehen vor der Kamera. Er lebt in Berlin.

## Theater (Auswahl)
Volksbühne Berlin
- 2013: Titus Andronicus, Rollen: Aaron/Bassianus/Lavinia/Lucius/Saturninron, Regie: Sebastian Klink

Berliner Ensemble
- 2013: Frühlings Erwachen, Rollen: Robert/Diethelm, Regie: Claus Peymann
- 2014: Die Kannibalen, Rolle: Der stille Haas, Regie: Philip Tiedemann
- 2014: Woyzeck, Rolle: Unteroffizier, Regie: Leander Haußmann
- 2015: Peter Pan, Rolle: Michael, Regie: Robert Wilson
- 2015: Faust I und II, Rollen: Faust/Euphorion, Regie: Robert Wilson
- 2015: Der gute Mensch von Sezuan, Rolle: Der Arbeitslose, Regie: Leander Haußmann

## Filmografie (Auswahl)
- 2016: Die Spezialisten – Im Namen der Opfer (Fernsehserie, Folge: Die Mädchen aus Ost-Berlin )
- 2018: Im Bären (Kurzfilm)
- 2019: SOKO München (Fernsehserie, Folge: Wer andern eine Grube gräbt)
- 2019: Deutschland 89 (Fernsehserie)